# Даланг
Дала́нг (индон. dalang, малайск. tok dalang, яв. ꦣꦭꦁ dhalang) — кукловод в ваянге, находящийся за экраном. Манипулирует куклами, произносит диалоги, поясняет ход событий, руководит музыкантами. Кукловод, режиссёр и актёр в одном лице. Выполняет зачастую также функции певца и сочинителя сюжета.
Принадлежит к наиболее образованной и уважаемой части общества, хранитель традиционной культуры, нередко выполняет функции священнослужителя..

Даланг Пеневу Чермо Сутеджо перед представлением Ваянг кулит по случаю 80-летнего юбилея индонезийской художницы Картики Аффанди. 30.11.2014 г.

Даланг Рослан Харун на представлении ваянг Сиам в Куала-Лумпуре. Январь 2012 г.

Вот как пишет о кукловоде малайзийский поэт Абдул Латиф Мохидин в стихотворении «Даланг»:

 Занавес закрыт. 

Равана убит. 

Нет больше войны и крови, 

Нет больше грома и молний. 

Небо опять спокойно. 

И в который раз 

Рама и Сита

Отправляются почивать — 

Коробка даланга закрыта. 

Теперь и даланг 

Может сладко поспать, 

Голову склонив 

На ствол банана. (Пер. Виктора Погадаева.)— 